# Chevelle
Chevelle je americká alternative metalová kapela založená v roce 1995 v Grayslake ve státě Illinois. Původní sestavu tvořili tři bratři: Pete Loeffler (zpěv/kytara), Sam Loeffler (bicí) a Joe Loeffler (basa/vokály v pozadí). Joe opustil skupinu v roce 2005 a brzy ho nahradil švagr Dean Bernardini.
Chevelle prodali ve Spojených státech více než 2 miliony desek. První album od skupiny nese název Point No. 1 a bylo vydáváno pod záštitou malé hudební společnosti Squint Entertainment. Druhé CD, Wonder What's Next, debutovalo na 14. místě Billboard 200 a je certifikováno RIAA (Recording Industry Association of America) jako platinové (více než milion prodaných kusů). Třetí nahrávka s titulkem This Type of Thinking (Could Do Us In) obsadila 8. místo zmíněné hitparády a je prohlášena za zlatou (více než půl milionu prodaných kusů). Čtvrté album od Chevelle se jmenuje Vena Sera (12. místo Billboard 200), a zatím poslední počin dostal název Sci-Fi Crimes (6. místo Billboard 200). Kapela navíc vydala jedno živé album a jedno DVD.

## Historie

### Počátky aPoint No. 1(1990–2001)
Chevelle se zformovali v roce 1990 v Grayslakeu, Illinois, když se bratři Pete Loeffler a Sam Loeffler chtěli hudebně vyžít. Pete se začal učit zpívat a hrát na elektrickou kytaru, zatímco Sam si oblíbil hraní na bicí. Oba dva si své umění zkoušeli v garáži rodičů. Jejich nejmladší bratr Joe se ke kapele připojil v roce 1994. Název Chevelle má původ ve automobilové vášni mladých bratrů a je přímo odvozen z oblíbeného auta jejich otce, Chevrolet Chevelle. Skupina započala hrát na malých venkovních koncertech a klubech v okolí Chicaga, Illinois, přičemž Joeovi bylo pouhých 14 let.
Chevelle nahráli v roce 1996 demo známé jako The Blue album a pokračovali v hraní na malých vystoupeních po další tři roky, než podepsali smlouvu s vydavatelstvím Squint Entertainment ve vlastnictví Steva Taylora. Tato společnost zastupovala především křesťanské interprety, ale Chevelle s křesťanskou hudbou moc společného nemají (více v části křesťanská kontroverze). Své první album nahrávali ve studiích Electrical Audio a nahrávání trvalo pouhých 17 dní. Nahrávka dostala jméno Point No. 1 a produkoval jí Steve Albini. Z desky pocházejí dva singly, „Point #1" a „Mia", oba mají oficiální videoklipy. Písně obdrželi ceny GMA Dove Awards za „Hard Music Song" (v doslovném překladu „tvrdou píseň") a to v roce 2000 („Mia") a 2001 („Point #1"). Samotné album získalo cenu za „Hard Music Album" (opět od GMA Dove Awards). Point No. 1 byl velmi kladně přijat křesťanským serverem The Phantom Tollbooth a magazínem HM, ovšem byl kritizován za časté opakování námětů internetovým portálem Jesus Freak Hideout.

### Wonder What's Next(2002–2003)
Po dobu tří let Chevelle podnikali častá turné po boku kapel Sevendust, Machine Head, Filter a Powerman 5000, než se náhle Squin Entertainment rozpadlo. Skupině se ovšem podařilo navázat rychlé kontakty s Epic Records a v roce 2002 přešli pod křídla této společnosti. Ještě v tomtéž roce Chevelle vydali své druhé studiové album pod názvem Wonder What's Next. První singl z desky, „The Red", se umístil na 56. místě Billboard Hot 100 a videoklip k písni často vysílala televizní stanice MTV. CD Wonder What's Next dosáhlo 14. místa Billboard 200. Brian O'Neil z Allmusic popsal nahrávku takto: „Wonder What's Next je chytlavé album, nabízející unikátní hudbu, která není tak často ke slyšení." Chevelle poslali do rádií ještě dva další singly, „Closure" a „Send the Pain Below". Druhý z nich se probojoval na první místa hitparád mainstream rock/modern rock a dosáhl 65. místa Billboard Hot 100. Wonder What's Next bylo roku 2003 certifikováno ve Spojených státech jako 1x platinové, což značí prodeje vyšší než 1 milion kusů.
V roce 2003 Chevelle vystupovali na legendárním Ozzfestu, kde nahráli své první (zatím jediné) živé album pod titulkem Live from the Road a DVD Live from the Norva. Skupina vyrazila do Evropy ve společnosti rockerů Audioslave a ke konci roku hostovali na festivalu kapely Disturbed (Music as a Weapon tour). Na tomto turné bylo nahráno živé kompilační CD Music as a Weapon II, přičemž Chevelle na něm přispěli písněmi „The Red" a „Forfeit".

### This Type of Thinking (Could Do Us In)a odchod Joe Loefflera (2004–2006)
Práce na druhém studiovém albu se jménem This Type of Thinking (Could Do Us In) začala na počátku roku 2004 a deska se dostala do prodeje v září téhož roku. Nahrávka debutovala na 8. místě Billboard 200 s 89 000 prodanými kusy v prvním týdnu. This Type of Thinking (Could Do Us In) bylo za pouhých šest týdnů od svého vydání označeno ve Spojených státech za zlaté album (více než půl milionu prodaných kusů). Johny Loftus z Allmusic vykreslil CD jako silně dynamické, ovšem kritizoval předem určený chod písní a přílišné pesimistické vyznění alba. Úvodní singl z This Type of Thinking (Could Do Us In) je „Vitamin R (Leading Us Along)". Tento song prorazil do Billboard Hot 100 na 68. místě a umístil se na vrcholu hitparády Mainstream Rock. Druhým singlem se stal „The Clincher", který obsadil třetí místo zmíněné Mainstream Rock chart a posledním songem určeným do rádií byl „Panic Prone". Píseň „The Clincher" navíc figurovala ve hře Madden NFL 2005.
Po vydání This Type of Thinking (Could Do Us In) z kapely zmizel nejmladší člen, basák Joe Loeffler. Protože všichni tři bratři vyprávěli o rozchodu rozdílné příběhy, je velmi těžké zjistit, jestli byl Joe ze skupiny vyhozen nebo odešel. Pete a Sam podali jasné vysvětlení na oficiálních stránkách Chevelle: „Po třech letech neustálého koncertování a tvorby CD se Joe rozhodl vzít si pauzu a odjet domů za rodinou. Bude nám na vystoupeních chybět, ale je to náš bratr a člen kapely, takže jeho rozhodnutí respektujeme a těšíme se, až zase zahrajeme na festivalu pro fanoušky. Uvidíme se na turné." Avšak, na serveru Ultimate Guitar mluvil Joe o svém odchodu úplně jinak:
| „ | Tak přesně tohle jsem od nich čekal. Chtějí, aby to vypadalo, jako bych nechtěl být ve skupině. Byl jsem jednoduše vyhozen a ve skutečnosti o tom nepadlo ani slovo, prostě to na mě hodili. Neudělal jsem žádné rozhodnutí a neberu si žádnou pauzu. Budu stále pracovat na své nové práci. Pauza také znamená, že je šance na návrat do kapely a nic není také vzdáleno realitě. | “ |

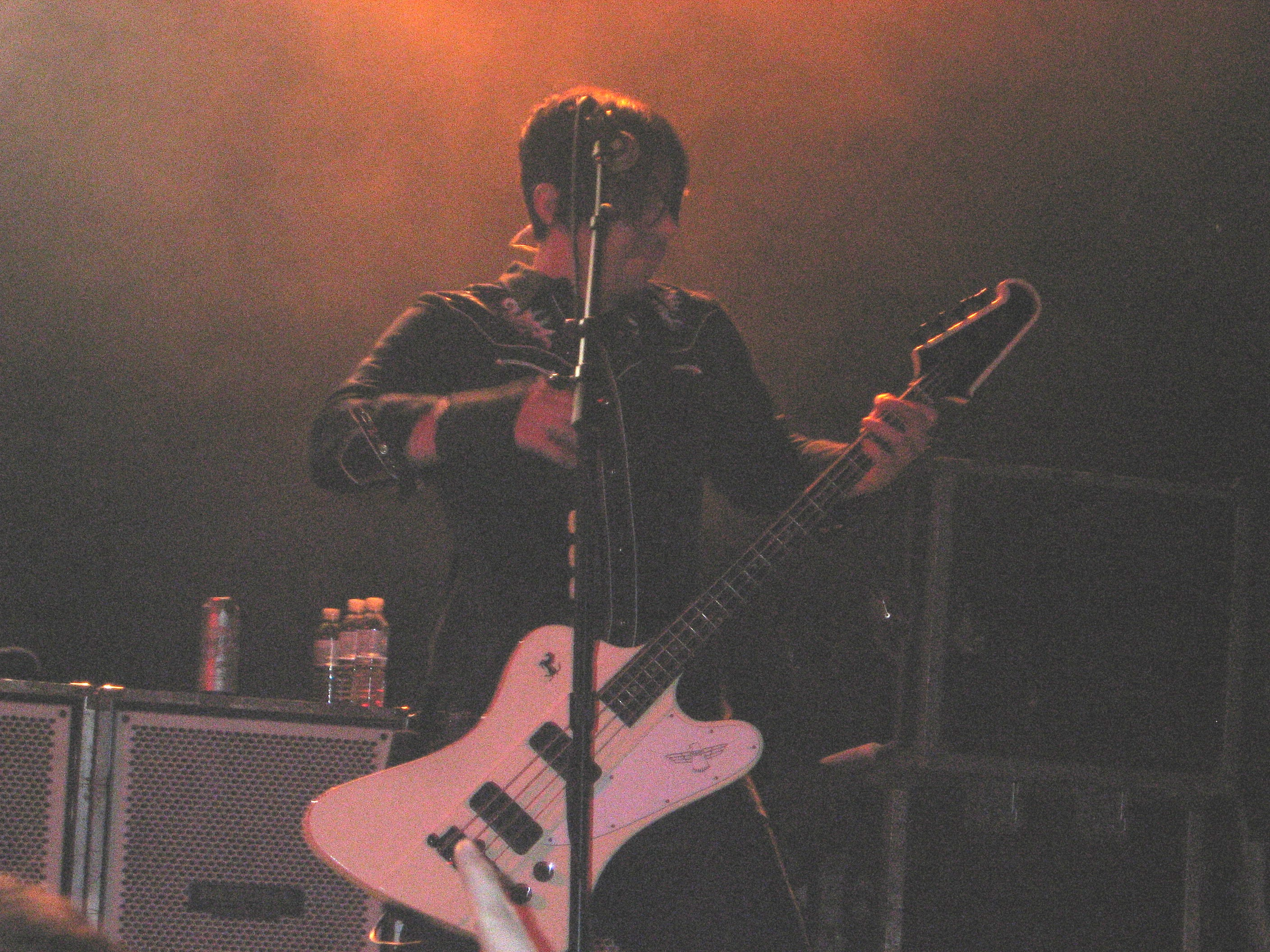
Dean Bernardini, nynější basák Chevelle

Ke konci roku 2006 poskytl Pete o odchodu svého bratra další informace na MTV.com:
| „ | Lidé potřebují vědět, že odešel od skupiny již mnohokrát předtím a teď [naposledy] odešel taky. V Kansas City, Missouri, si Joe vzal vlak domů a zbytek kapely letěl letadlem. Když jsme dorazili domů, byla to zase ta samá věc — Joe odešel od skupiny. Poté si to rozmyslel a chtěl své rozhodnutí vzít zpět, ale my jsme řekli: „To je škoda, protože teď už je opravdu konec." | “ |

Chevelle pomáhali propagaci This Type of Thinking (Could Do Us In) na těch turné, kde dělali předskokany pro muzikanty Taproot a 30 Seconds to Mars, přičemž dokončovali vlastní koncertní šňůru s basákem skupiny Filter, Geno Lenardem. V roce 2006 Chevelle podporovali Nickelback na jejich vystoupeních po celých Spojených státech, ovšem nyní již s novým členem kapely. Místo basáka zaujal švagr a dlouholetý přítel Dean Bernardini.

### Vena Sera(2007–2008)

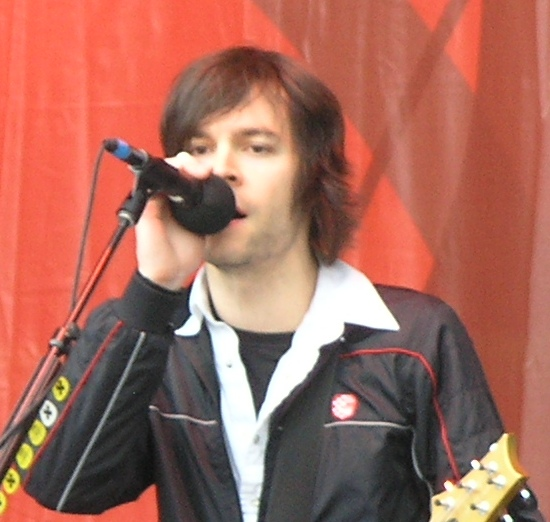
Zpěvák a kytarista Pete Loeffler při živém vystoupení v roce 2007

Roku 2006 odstartovala práce na čtvrtém studiovém albu s titulkem Vena Sera. Na desce poprvé spolupracoval basák Dean Bernardini. CD Vena Sera spatřilo světlo světa v dubnu 2007 a okupovalo 12. místo Billboard 200 s více než 62 000 prodanými kopiemi v otevíracím týdnu. Jméno nahrávky pochází z latiny a může se volně přeložit jako „žilní tekutina", což má představovat krev, kterou Chevelle vložili do tvorby Vena Sera.
Corey Apar z Allmusic o albu napsal: „Vena Sera fanoušky nejspíše nezklame, opravdu ne, v podstatě to je další deska od Chevelle, ale kdo bude hledat něco jiného, nenajde to. CD je sice dost dobré, ale zní jako přepsaný materiál z předešlých nahrávek." Úvodní singl z Vena Sera, „Well Enough Alone", začíná neobvyklým vřískotem a text písně je inspirován odchodem bratra Joea Loefflera. Singl se umístil na čtvrtém místě hitparády Mainstream Rock. Videoklip k „Well Enough Alone" je poměrně netradiční a vyhrál soutěž „battle of the bands", čímž si vysloužil dlouhé vysílání stanicí MTV2. Chevelle podnikli od března do dubna turné po boku Evanescence, Finger Eleven, Strata a v létě realizovali svůj vlastní festival, kde jim předskakovali zmínění Finger Eleven a Strata. Druhý singl z alba nese jméno „I Get It" a do rádií zamířil 12. června 2007, videoklip k písní se 27. listopadu objevil na MTV. V červenci (2007) Chevelle odletěli do Austrálie, protože se rozhodli podpořit vystoupení tamější skupiny The Butterfly Effect. Během turné zemřel manažer Chevelle.
9. května 2007 byl během show ve městě Fort Worth v Texasu ukraden z hotelu přívěs Chevelle, kde měla kapela všechno své vybavení a nezbytné nástroje. Skupina vydala výzvu, aby jim lidé dávali vědět, objeví-li se některé z jejich věcí v prodeji, a následně je pak odkupovala zpět, neboť její členové nechtěli přijít o věci, s nimiž nahrávali většinu svých desek.

### Sci-Fi Crimes(2009–současnost)

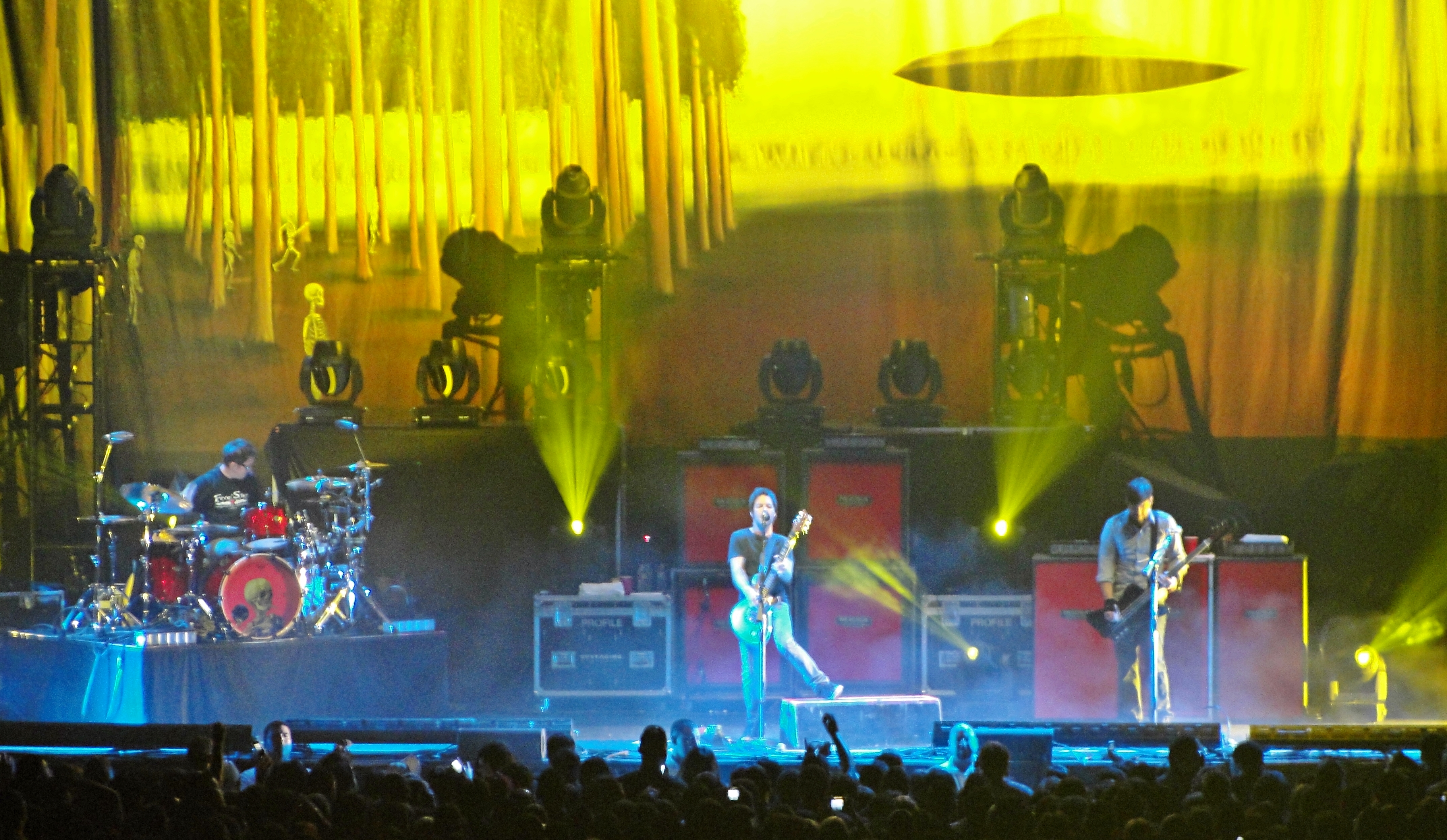
Koncert Chevelle v rámci Sci-Fi Crimes tour (2009)

Chevelle začali psát nové písně pro páté studiové album již na sklonku roku 2008. V roce 2009 skupina vstoupila do studia v Nashvillu (Tennessee) a společnost jim dělal producent Brian Virtue. Sam Loeffler prohlásil: „Strávili jsme hodně času při práci na nových písní pro desku a domnívám se, že jsou rozdílné od minulé tvorby, ovšem neztratili náš osobitý styl. Jsme hard rocková, melodická kapela a to nás jako muzikanty řídí." Chevelle zveřejňovali na svém MySpace profilu všechny novinky a videa týkající se práci ve studiu. Poté se na chvíli vzdálili a 9. dubna 2009 koncertovali v Atlantě v Georgii, kde představili zbrusu nové songy: „Letter from a Thief" a „Sleep Apnea". Bubeník Sam později uvedl jméno nové nahrávky Sci-Fi Crimes.
Alba se prodalo v prvním týdnu 46 000 kusů, čímž obsadilo 6. místo Billboard 200, tj. zatím nejvyšší pozici, které Chevelle dosáhli. Kritik Allmusic, Jared Johnson, popsal album takto: „Tohle jsou ti správní Chevelle s drtícími kytarami a nezapomenutelným zpěvem Peta Loefflera." Úvodní singl ze Sci-Fi Crimes je píseň „Jars", která se umístila na třetím místě Mainstream rock hitparády. Následujícím singlem je „Letter from a Thief", jehož text odkazuje na zmíněnou krádež přívesu. Třetí píseň vyslaná do rádií nese jméno „Shameful Metaphors".
Ke konci roku 2009 odstartovali Chevelle velké turné po Spojených státech. Pro kapelu tu předskakovali interpreti Halestorm a Adelitas Way. Chevelle se také společně s rockery Shinedown, Puddle of Mudd, Sevendust a 10 Years připojili ke Carnival of Madness Tour.

## Křesťanská kontroverze
Chevelle si vysloužili nevraživost mezi křesťanskými kapelami, protože jejich album Point No. 1, vydával křesťanský label. Chevelle tak byli chybně označeni za křesťanskou skupinu. Brzy se stali terčem mnoha kritik (např. Keith Miller z EvangelSociety.org), hlavně kvůli vystupování na Ozzfestu, kde hráli i satanistické (anti-křesťanské) kapely typu Cradle of Filth. Sam Loeffler prohlásil: „Je to věc, která se s námi potáhne nejspíše navždy. Je to velice jednoduché. Původně jsme podepsali smlouvu s nahrávací společností pod vlastnictvím křesťanské společnosti Word (sdružující umělce Johna Teshe a Amy Grant), a tak byla deska [Point #1] k dostání v prodejnách s křesťanskou hudbou. Byla to opravdu nešťastná náhoda."
Chevelle se snažili zbavit nálepky „křesťanská kapela". Sam v jednom z rozhovorů vtipně poznamenal: „Jsme znovuzískaní katolíci". Také názor skupiny dále rozvedl: „Naše víra je pro nás extrémně důležitá, ovšem je to čistě osobní. Nikdo z nás si nemyslí, že by rocková kapela měla být vyzdvihována za nějaké kázání."
Frontman Pete Loeffler řekl v interview z roku 2009 toto: „Pro nás to nikdy nebyl velký problém. Náš hudební vydavatel byl vlastněn distributorem křesťanských nahrávek a mnoha dalších věcí. V žádném případě nás netrápí zaškatulkování mezi křesťanské muzikanty, ačkoliv jsme udělali rozhodnutí, že naše víra nebude figurovat v naší hudbě a našich vystoupeních. Každý má právo dělat a myslet si co chce. Každý máme svou individuální víru a podobné věci, takže je přece nebudeme kázat všem lidem okolo. My a náš vydavatel jsme na tuto věc nikdy nepohlíželi nějak kriticky."

## Hudební styl a vlivy
Podle členů skupiny měli na hudbu Chevelle hlavní vliv kapely Helmet, Tool a The Cure. Chevelle byli mnohdy přirovnávani k zmíněným Tool, především poté, co vytvořili videoklip k písni „Mia", který se až nápadně podobá snímkům známých hitům od Tool („Sober" nebo „Prison Sex"). Zpěv Peta Loefflera je často srovnáván s projevem Maynarda Jamese Keenana (zpěvák Tool). Celkově je hudba Chevelle označována jako „temný" styl Tool.
I když je hudební styl kapely tak často ztotožňován s Tool, mnoho kritiků (Andree Farias a Andy Argyrakis z Christianity Today nebo Robert Rich z The Daily Texan) považuje tvorbu Chevelle za unikátní. Server The Daily Texan popisuje hudbu skupiny jako „druh kontrolovaného chaosu, překrásně temnou, mírně zuřivou a tónově rychlou." Také naprosto odmítá podobnost Tool s tvrzením, že „Tool byli vždycky sevřeni ve svém experimentalismu a vydávali břitké společenské zápisky plné kritiky, zatímco Chevelle píší komerčně úspěšné písně s hlubokým smyslem, ale srozumitelné každému posluchači." Andree Farias z Christianity Today zhodnotil první tři alba kapely a chválil je za „imponující zpěv, cloumající kytary a do hrudi bušící basové linie."

## Členové kapely
Současní
- Pete Loeffler: zpěv, elektrická kytara (1995–současnost)
- Sam Loeffler: bicí (1995–současnost)
- Dean Bernardini: baskytara, vokály v pozadí (2005–současnost)

Bývalí
- Joe Loeffler: baskytara, vokály v pozadí (1995–2005)
- Geno Lenardo: baskytara (2005, pouze živě)

## Diskografie

### Studiová alba
| 1999                                                   | Point No. 1 - Vydáno: 4. května 1999 - Vydavatel: Squint (SQE #85930)                          | —  | —  |                 |
| 2002                                                   | Wonder What's Next - Vydáno: 27. srpna 2002 - Vydavatel: Epic (EPIC #86157)                    | 14 | —  | - US: Platinová |
| 2004                                                   | This Type of Thinking (Could Do Us In) - Vydáno: 21. září 2004 - Vydavatel: Epic (EPIC #86908) | 8  | —  | - US: Zlatá     |
| 2007                                                   | Vena Sera - Vydáno: 3. dubna 2007 - Vydavatel: Epic (EPIC #02698)                              | 12 | —  |                 |
| 2009                                                   | Sci-Fi Crimes - Vydáno: 31. srpna 2009 - Vydavatel: Epic (EPIC #8869741325)                    | 6  | 21 |                 |
| 2011                                                   | Hats Off to the Bull - Vydáno: 6. prosince 2011 - Vydavatel: Epic                              | 20 |    |                 |
| 2014                                                   | La Gárgola - Vydáno: 1. dubna 2014 - Vydavatel: Epic                                           |    |    |                 |
| „—" značí album, které se neumístilo v dané hitparádě. |                                                                                                |    |    |                 |

### Živá alba
| Rok  | Název alba                                                                                |
| ---- | ----------------------------------------------------------------------------------------- |
| 2003 | Live from the Road - Vydáno: 11. listopadu 2003 - Vydavatel: Epic (EPIC #90834)           |
| 2004 | Music as a Weapon II - Vydáno: 24. února 2004 - Vydavatel: Reprise, Warner Bros. (#48620) |

### Singly
| 2000                                              | „Point #1"                     | —   | 40 | —  | — | —  | Point No. 1                            |
| 2000                                              | „Mia"                          | —   | —  | —  | — | —  | Point No. 1                            |
| 2002                                              | „The Red"                      | 56  | 3  | 4  | — | —  | Wonder What's Next                     |
| 2003                                              | „Send the Pain Below"          | 65  | 1  | 1  | — | —  | Wonder What's Next                     |
| 2003                                              | „Closure"                      | —   | 11 | 11 | — | —  | Wonder What's Next                     |
| 2004                                              | „Vitamin R (Leading Us Along)" | 68  | 1  | 3  | — | —  | This Type of Thinking (Could Do Us In) |
| 2005                                              | „The Clincher"                 | —   | 3  | 8  | — | —  | This Type of Thinking (Could Do Us In) |
| 2005                                              | „Panic Prone"                  | —   | 26 | —  | — | —  | This Type of Thinking (Could Do Us In) |
| 2007                                              | „Well Enough Alone"            | 119 | 4  | 9  | — | —  | Vena Sera                              |
| 2007                                              | „I Get It"                     | 118 | 5  | 4  | — | —  | Vena Sera                              |
| 2008                                              | „The Fad"                      | —   | 13 | 39 | — | —  | Vena Sera                              |
| 2009                                              | „Jars"                         | 110 | 3  | 5  | 2 | 14 | Sci-Fi Crimes                          |
| 2009                                              | „Letter from a Thief"          | —   | 3  | 5  | 4 | 20 | Sci-Fi Crimes                          |
| 2010                                              | „Shameful Metaphors"           | —   | —  | —  | — | —  | Sci-Fi Crimes                          |
| „—" značí neumisťující se písně v dané hitparádě. |                                |     |    |    |   |    |                                        |

### Video alba
| Rok  | Název alba                                                                   |
| ---- | ---------------------------------------------------------------------------- |
| 2003 | Live from the Norva - Vydáno: 14. října 2003 - Vydavatel: Epic (EPIC #55813) |

### Videoklipy
| Rok  | Název                          | Režisér              |
| ---- | ------------------------------ | -------------------- |
| 1999 | „Point #1"                     | Jonathan Richter     |
| 2000 | „Mia"                          | Ulf                  |
| 2002 | „The Red"                      | Nathan Cox           |
| 2003 | „Send the Pain Below"          | Nathan Cox           |
| 2003 | „Closure"                      | Sam Erickson         |
| 2004 | „Vitamin R (Leading Us Along)" | Nathan Cox           |
| 2005 | „The Clincher"                 | Nathan Cox           |
| 2007 | „Well Enough Alone"            | Brian Weber          |
| 2007 | „I Get It"                     | Citizens of Tomorrow |
| 2008 | „The Fad"                      | Citizens of Tomorrow |
| 2009 | „Jars"                         | Nathan Cox           |
| 2009 | „Letter From A Thief"          | P. R. Brown          |